# Giuseppe Aldrovandini
Giuseppe Antonio Vincenzo Aldrovandini (Bolonya, 8 de juny de 1671 - íbidem 8 de febrer de 1707) fou un compositor, mestre de capella i professor de cant italià.
Estudià amb Giacomo Antonio Perti a la seva ciutat natal. Primer fou membre i més tard «príncep» de l'Acadèmia Filharmònica de Bolonya. Hi va debutar am el gènere de l'oratori i el 1696 va es va estrenar el seu primer scherzo giocoso (burla jocosa): Gli ingeni amorosi scoperti in villa (1696) i Dafne (1696), que aconseguiren un bon èxit. Actuà a Màntua, on fou nomenat mestre de capella honorari el 1706, a Venècia, on es presentà La fortezza al cimento, i a Nàpols, on es posà en escena el seu Cesare in Alessandria. Malgrat de la fama i dels èxits assolits, tingué una vida difícil i turmentada: morí tràgicament, ofegat al canal Navile a la periferia de Bolonya.